# Брадет (Горж)
Брадет (рум. Brădet) насеље је у Румунији у округу Горж у општини Матасари. Oпштина се налази на надморској висини од 262 m.

## Становништво
Према подацима из 2002. године у насељу је живело 577 становника, од којих су сви румунске националности.